# Telamonia luxiensis
Telamonia luxiensis är en spindelart som beskrevs av Peng X., Yin C., Yan H. 1998. Telamonia luxiensis ingår i släktet Telamonia och familjen hoppspindlar. Inga underarter finns listade i Catalogue of Life.